# Floating Farm

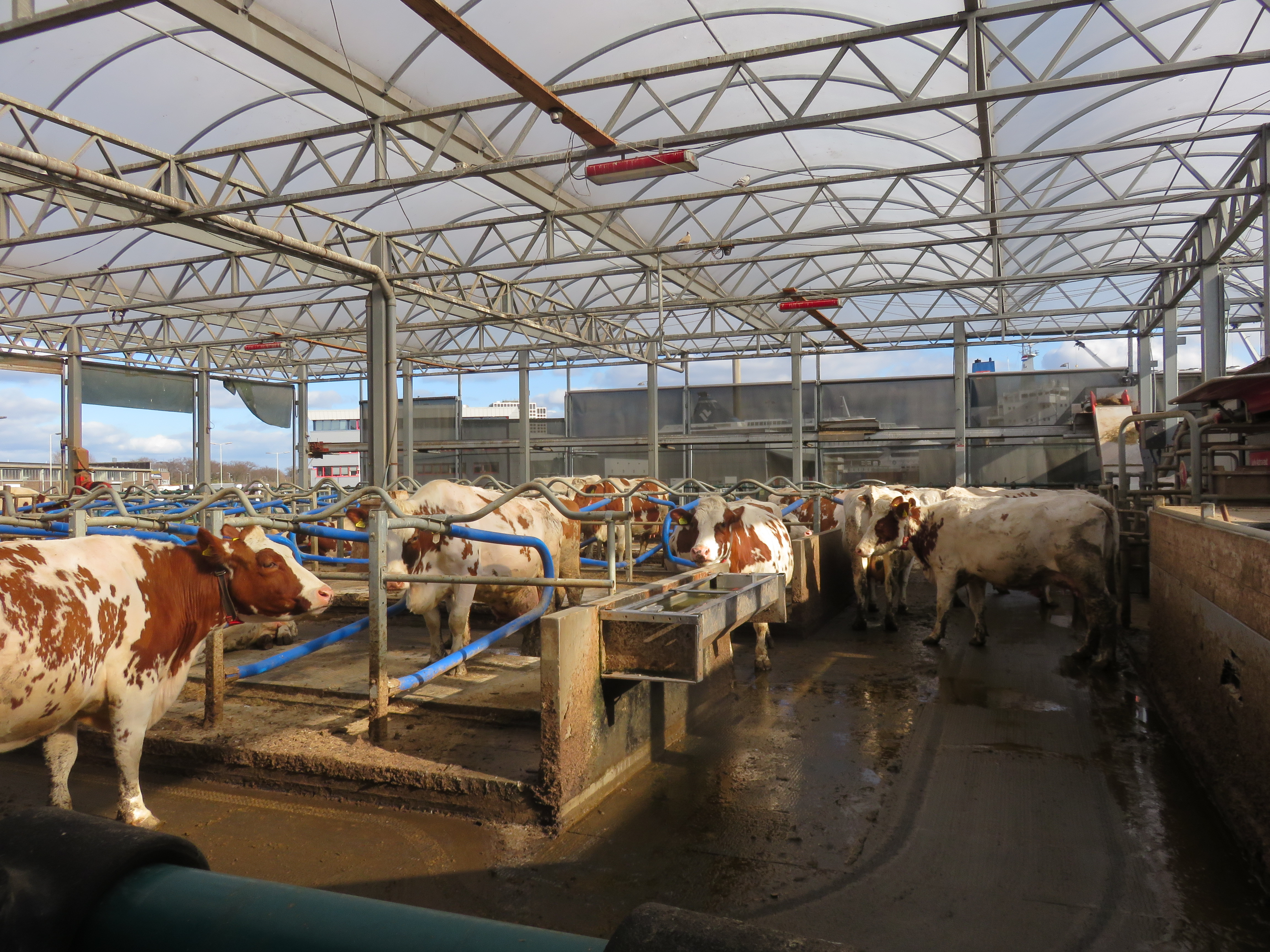
Floating Farm interior

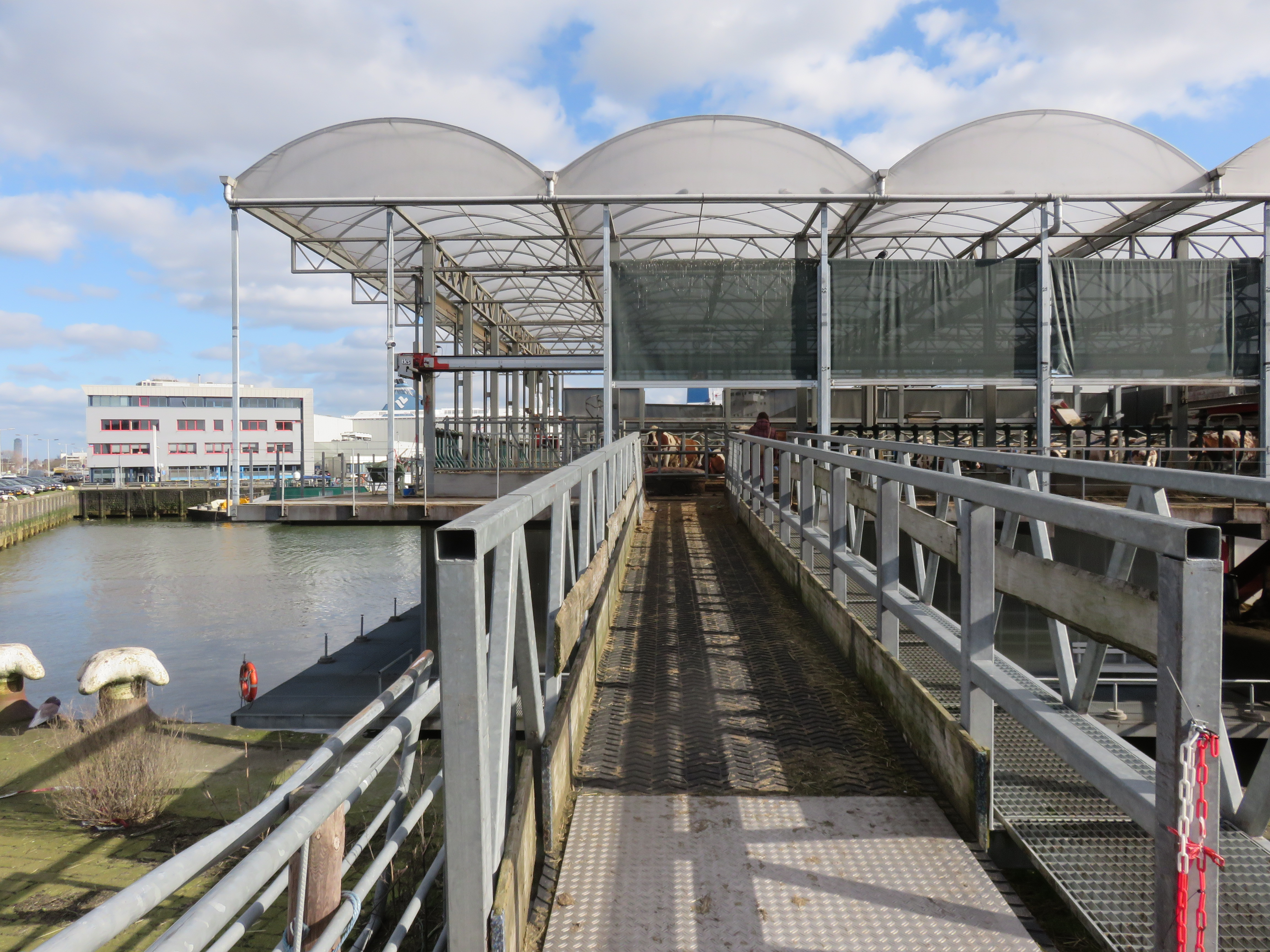
Floating Farm from shore to raft

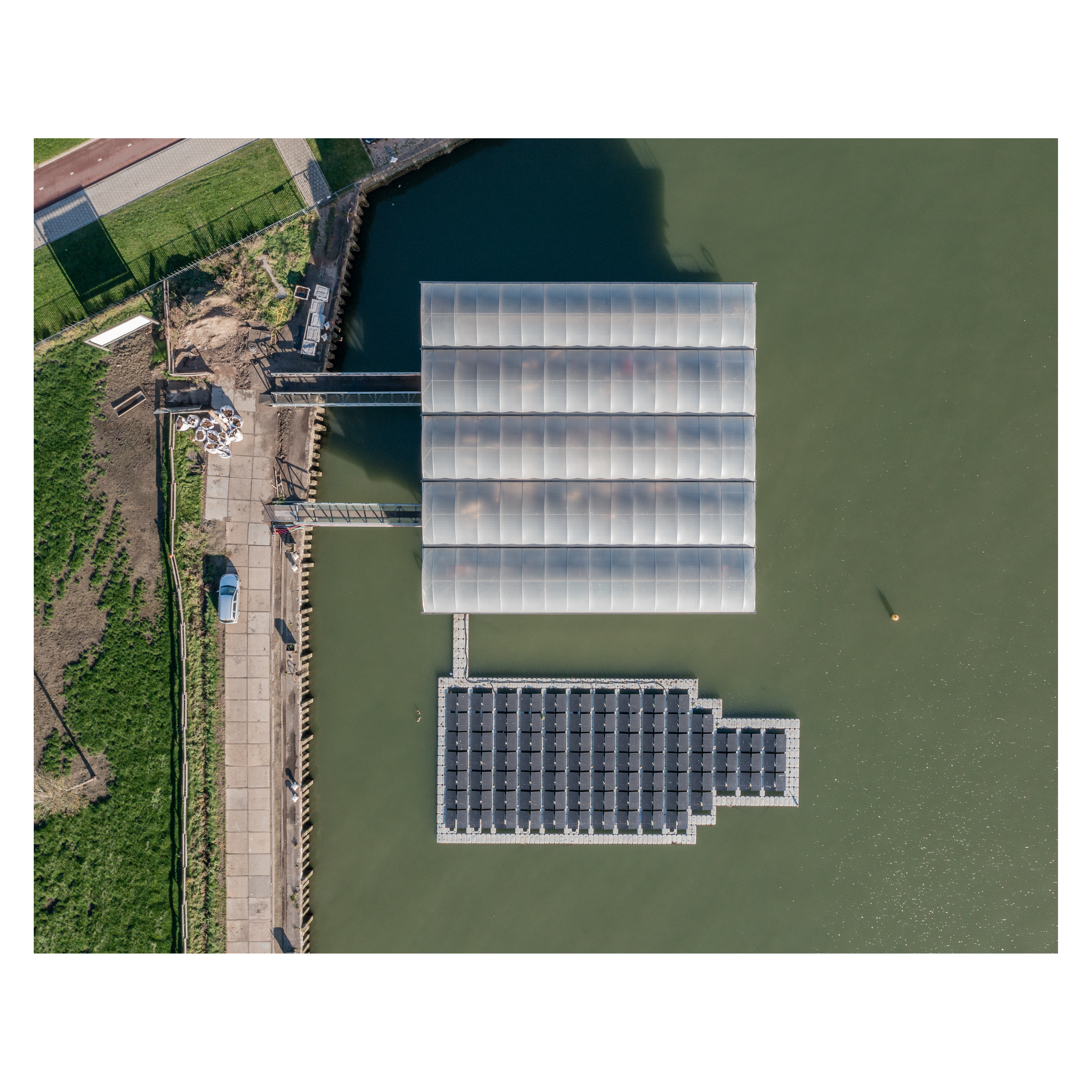
Floating Farm at Meuse River, Rotterdam

Die Floating Farm ist ein Pilotprojekt, bei dem auf einem Ponton im Rotterdamer Hafen ein Kuhstall mit 40–60 Kühen entstanden ist. Baubeginn und Fertigstellung waren im Jahr 2017. Im November 2016 hat die Stadt Rotterdam dem Bau zugestimmt. Auf dem Ponton wird außerdem ein Legehennenstall für 6000 Tiere Platz finden.
Hinter dem Projekt stehen die Firmen Courage, Uitjeeigenstad sowie Beladon. Außerdem arbeiten die CEOs der Firmen Priva und Lely mit, welche bereits in der Vergangenheit ihren Schwerpunkt auf Automatisierung hatten.

## Eigenschaften
Das Gebäude im Merwehaven ist mehrgeschossig ausgeführt. Die Kühe leben in einem Kuhgarten, das heißt weitgehender Verzicht auf Stalleinrichtungen oder Liegeboxen. Der Boden ist durchlässig für Urin, der Kot wird von einem Roboter eingesammelt. Zudem befinden sich kleine Bäume im Stall, um möglichst naturnahe Bedingungen zu bieten. Kuhställe nach dem System Kuhgarten gibt es bereits vereinzelt. Gemolken wird mit einem Melkroboter, die Milch wird vor Ort von 2 Mitarbeitern weiterverarbeitet. Es gibt einen Steg, damit die Kühe an Land gehen können, um auf einer angrenzenden Weide zu grasen. Im Keller unter dem Kuhgarten werden mithilfe von LED-Lampen Luzerne, Rotklee und Gras angebaut. Gedüngt wird dieses Grundfutter mit dem aufgefangenen Urin. Auf dem Dach sind Solarzellen geplant. Besucher können die Produktion betrachten.

## Ziele
Ziel soll sein, Lebensmittel dort zu produzieren, wo die Verbraucher leben. Zudem soll Ackerfläche eingespart werden. Unnütze Flächen im Hafen können genutzt werden. Tierwohl und Rentabilität sind ebenfalls angestrebt.

## Kritik
Es gab Zweifel, ob Kühe seekrank würden. Forscher der Universität Utrecht haben jedoch argumentiert, dass tausende lebende Tiere jährlich problemlos über See von Australien in die USA verschifft werden. Fraglich ist, ob das System der Futtergewinnung im Untergeschoss genügend Raufutter anliefert, ansonsten wäre der Transportaufwand immens.